# Luna di miele agitata
Luna di miele agitata (An Exciting Honeymoon) è un cortometraggio muto del 1913  diretto da Leopold Wharton. Era interpretato da Charles Arling e da Gwendolyn Pates in uno dei suoi ultimi film.

## Produzione
Prodotto dalla Pathé Frères.

## Distribuzione
Distribuito dalla General Film Company che fece uscire in sala il film il 26 aprile 1913. La Pathé Frères, nel 1906 aveva già prodotto in Francia un corto dal titolo Émouvant voyage de noce, distribuito negli USA con il titolo Exciting Honeymoon Trip.